# Teorema di Pick

Poligono costruito su una griglia di punti. Applicando il teorema di Pick si ha: i = 39, p = 14, da cui A = 39 + 14/2 - 1 = 39 + 7 - 1 = 45.

Il teorema di Pick è un teorema di geometria che permette di calcolare l'area di un poligono semplice i cui vertici hanno coordinate intere.

## Trattazione formale
In un poligono semplice i cui vertici hanno coordinate intere, siano:
- {\displaystyle i} il numero di punti a coordinate intere interni al poligono;
- {\displaystyle p} il numero di punti a coordinate intere sul perimetro del poligono (vertici compresi).

L'area {\displaystyle A} del poligono può essere calcolata tramite la formula:
{\displaystyle A=i+{\frac {p}{2}}-1.}

## Dimostrazione
Osserviamo innanzitutto che ogni poligono è decomponibile in triangoli. La dimostrazione del teorema di Pick equivale dunque a dimostrare le seguenti tesi:
- la formula di Pick è additiva;
- il teorema di Pick vale per un triangolo generico.

Consideriamo un poligono {\displaystyle P} risultante dall'unione di due poligoni {\displaystyle A} e {\displaystyle B}, i cui lati condividono {\displaystyle c} punti di contatto a coordinate intere. Vogliamo dimostrare che {\displaystyle F(P)=F(A)+F(B)}, dove {\displaystyle F} è la formula di Pick. Per il poligono {\displaystyle P} si ha
{\displaystyle {\begin{aligned}F(P)&=i_{P}+{\frac {p_{P}}{2}}-1\\&=(i_{A}+i_{B}+c-2)+{\frac {(p_{A}-c)+(p_{B}-c)+2}{2}}-1\\&=\left({\frac {p_{A}}{2}}+i_{A}-1\right)+\left({\frac {p_{B}}{2}}+i_{B}-1\right)\\&=F(A)+F(B)\end{aligned}}}
Il primo punto è stato dimostrato. Per dimostrare il secondo punto, si procede per gradi, prima dimostrando il teorema per rettangoli, poi per triangoli rettangoli particolari, e infine considerando i triangoli più generici come somme o differenze di tali figure elementari. Questo è lecito proprio perché l'additività è stata dimostrata.
Applicando il teorema ad un rettangolo con i lati {\displaystyle a} e {\displaystyle b} rispettivamente paralleli ai due assi, si ha:
{\displaystyle A=i+{\tfrac {p}{2}}-1=ab-a-b+1+a+b-1=ab}
che è corretto. Per un triangolo rettangolo di cateti {\displaystyle a} e {\displaystyle b} e la cui ipotenusa non ha punti a coordinate intere (eccetto gli estremi), si ha:
{\displaystyle {\begin{aligned}F(P)&=i_{P}+{\frac {p_{P}}{2}}-1\\&={\frac {(a-1)(b-1)}{2}}+{\frac {a+b+1}{2}}-1\\&={\frac {ab}{2}}\end{aligned}}}
che è corretto. I triangoli rettangoli con punti sull'ipotenusa possono essere suddivisi decomposti in rettangoli e triangoli rettangoli senza punti sull'ipotenusa, dunque il teorema vale per tutti i triangoli rettangoli. Per i triangoli non rettangoli, infine, basta notare che sono ottenibili tramite somme e differenze di figure per cui è già stato dimostrato che la formula vale.
Il secondo punto è stato dimostrato, dunque la tesi iniziale è valida.